# Franca Bassi
Franca Bassi, coniugata Montanari (Piacenza, 20 gennaio 1956), è una politica italiana.

## Biografia
Esponente della Federazione delle Liste Verdi, è candidata alla Camera dei Deputati nel 1987, nella Circoscrizione Parma-Modena-Piacenza-Reggio nell'Emilia, risultando eletta: rimane a Montecitorio per l'intera X Legislatura, che termina nella primavera 1992. In Parlamento è la relatrice della “Legge quadro in materia di animali di affezione e prevenzione del randagismo” (ossia la Legge 14 agosto 1991, n. 281).
Sposata con l'ex sindacalista Roberto Montanari, vive nella frazione di Caserarso del comune di Ferriere.